# Nowogrodzkie Przygiełkowisko
Nowogrodzkie Przygiełkowisko este o arie protejată (arie specială de conservare — SAC, sit de importanță comunitară — SCI) din Polonia întinsă pe o suprafață de 31,46 ha, integral pe uscat.

## Localizare
Centrul sitului Nowogrodzkie Przygiełkowisko este situat la coordonatele 51°48′44″N 15°17′02″E / 51.8121°N 15.2839°E.

## Înființare
Situl Nowogrodzkie Przygiełkowisko a fost declarat sit de importanță comunitară în octombrie 2009 pentru a proteja 2 specii de animale. Situl a fost protejat și ca arie specială de conservare în februarie 2017.

## Biodiversitate
Situată în ecoregiunea continentală, aria protejată conține 3 habitate naturale: Ape stătătoare oligotrofe până la mezotrofe, cu vegetație de Littorelletea uniflorae și/sau de Isoëto-Nanojuncetea, Mlaștini turboase de tranziție și turbării mișcătoare, Depresiuni pe substraturi de turbă de Rhynchosporion.
La baza desemnării sitului se află mai multe specii protejate de  nevertebrate (2): libelule (Leucorrhinia pectoralis), fluturele purpuriu (Lycaena dispar).